# Gelchsheim
Gelchsheim é um município da Alemanha, situado no distrito de Würzburgo, no estado da Baviera. Tem 15,75 km² de área, e sua população em 2019 foi estimada em 812 habitantes.